# Veillée funèbre (Gérôme)
Veillée funèbre ou L’Aréopage est un tableau réalisé entre 1845 et 1855 par le peintre français Jean-Léon Gérôme. Cette peinture à l'huile sur toile, d'un format de 36 × 46 cm, représente une veillée funèbre qui se tient dans une salle de l’Aréopage à Athènes. Il fait partie de la collection du musée Jean-Léon Gérôme à Vesoul.
À la suite de ses voyages en Italie avec Paul Delaroche, Gérôme se passionne pour les antiquités. Il sera, avec un petit groupe, le chef de file des précurseurs du mouvement néo-grec

## Description
Le corps d’un individu est allongé à même le sol. Il est couvert d’un linceul blanc avec des taches de sang et une branche, probablement d’olivier, posé sur le torse. Le corps est entouré d’un groupe de sept personnes assises et deux accroupies, la plupart torse nu. Deux personnages sont debout comme personnifiant les dieux.
En arrière-plan, une seconde rangée de personnages vêtus de toge est assis plus en hauteur. Le tableau est sombre, les deux torches presque éteintes et les deux trépieds dégageant de la fumée.       
On peut reconnaitre que ce décor est repris avec des améliorations dans Phryné devant l'aréopage.
La signature de l'artiste se trouve en bas à droite.